# Conestee
Conestee ist ein als Census-designated place (CDP) eingestufter Ort im US-Bundesstaat South Carolina. Der Ort liegt im Greenville County. Der Ort ist Teil der Metropolregion Upstate.
Das U.S. Census Bureau hat erstmalig bei der Volkszählung 2020 eine Einwohnerzahl von 904 ermittelt und Conestee als CDP festgelegt.
Die Hauptattraktion von Conestee ist der Lake Conestee Nature Park entlang des Reedy River. Der Park wurde 2006 eröffnet, ist 2,6 km² groß und liegt 8 km südlich von Greenville. Der Ort grenzt im Osten an Mauldin und im Westen an Gantt.
Conestee Mill und McBee Methodist Church sind im National Register of Historic Places aufgeführt und befinden sich in Conestee.

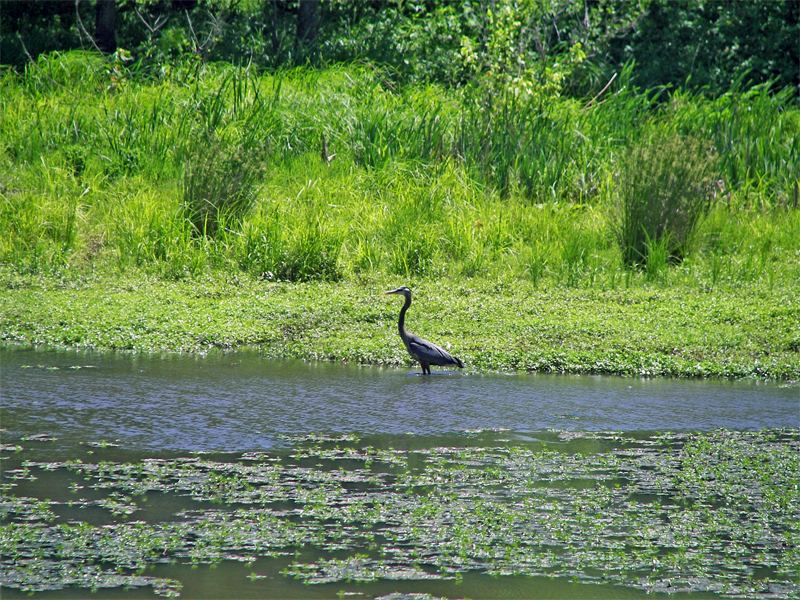
Lake Conestee Nature Park
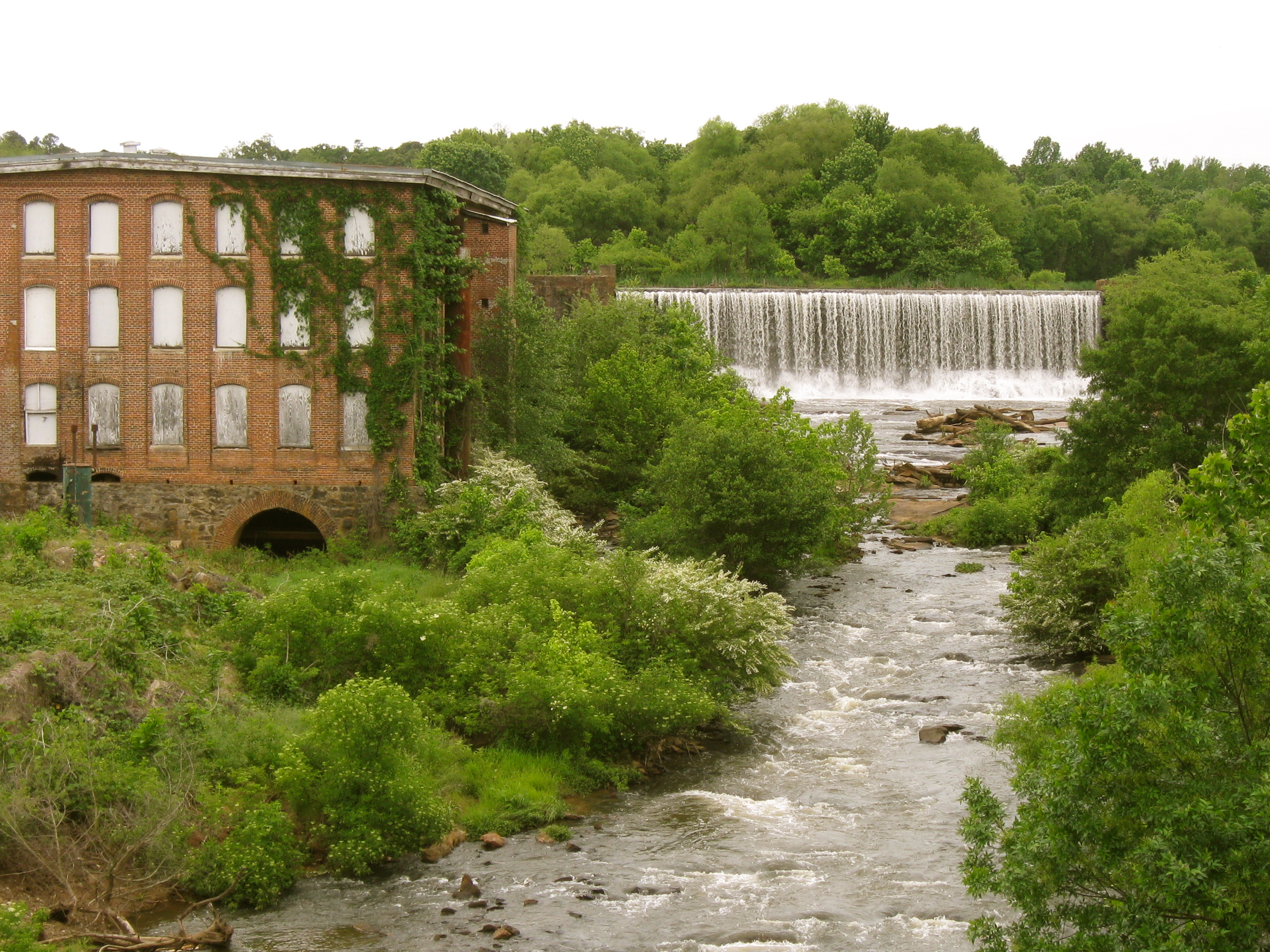
Conestee Mill
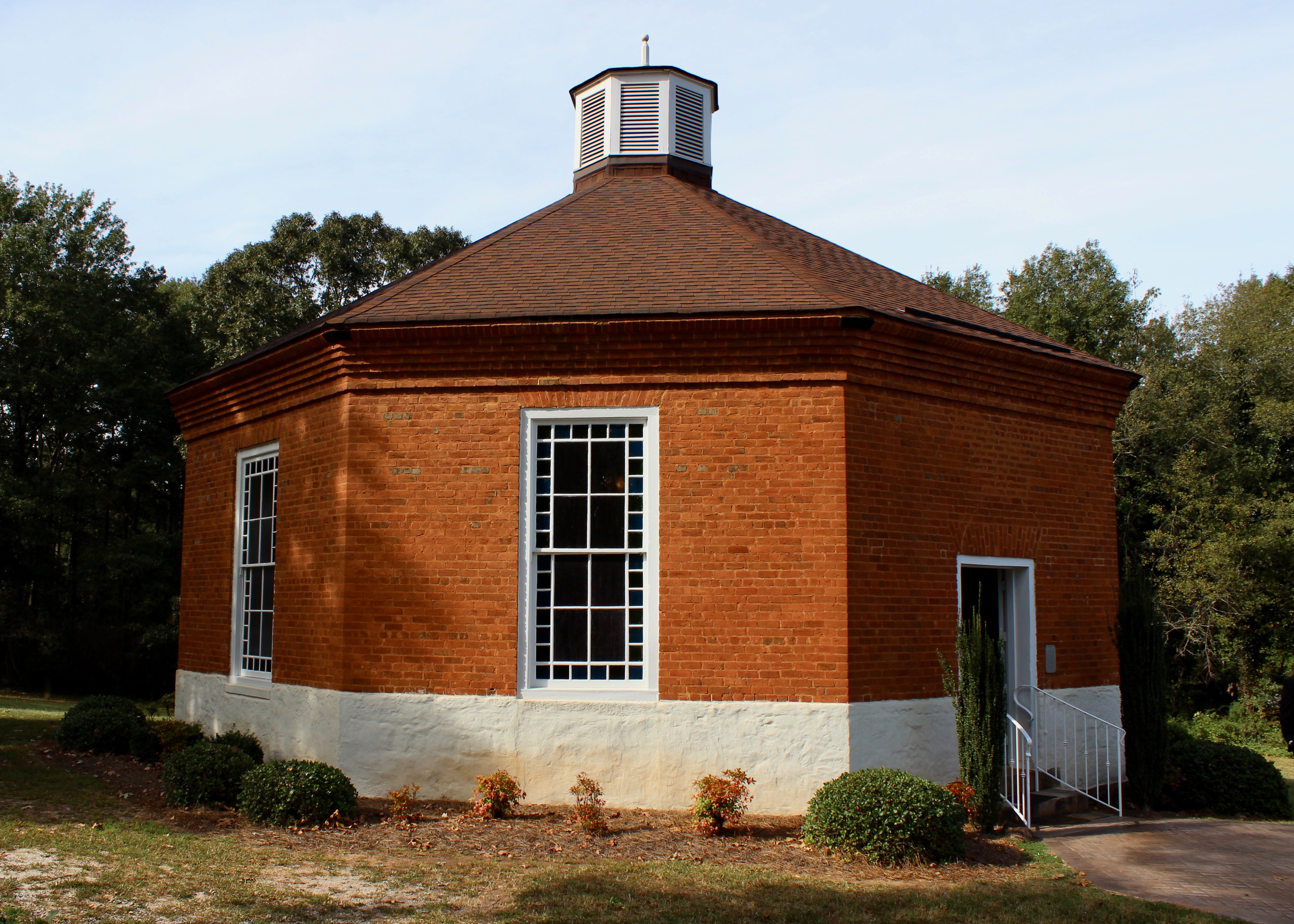
McBee Methodist Church